# Flagge Nordkoreas
Die Flagge der Demokratischen Volksrepublik Korea wurde am 8. September 1948 angenommen.
Ein Flaggengesetz wurde am 22. Oktober 1992 veröffentlicht. Es besteht aus mehreren Teilen, die unter anderem den Gebrauch der Flagge festlegen.

## Beschreibung und Bedeutung
Der Rote Stern des Kommunismus ist vor einer weißen Scheibe dargestellt, die möglicherweise auf das alte koreanische Symbol von Yin und Yang hinweist.
Die Farbe Rot repräsentiert revolutionären Patriotismus. Die blauen Streifen am oberen und unteren Rand bedeuten „Die Erwartung des koreanischen Volkes, sich mit den Revolutionären der ganzen Welt zu vereinigen und für die Idee von Unabhängigkeit, Freundschaft und Frieden zu kämpfen.“
Das Breitenverhältnis der Farbstreifen zueinander ist 6:1:22:1:6 = 36 Höheneinheiten. Die Länge der Flagge entspricht deren doppelter Höhe. 
Der Mittelpunkt der weißen Scheibe ist im Verhältnis 1:2 zum Flaggenmast hin verschoben, ihr Radius beträgt 8 Höheneinheiten.
Der Abstand zwischen den fünf Spitzen des roten Sternes und dem Rand der weißen Scheibe beträgt eine viertel Höheneinheit.

## Name
Der Name der Flagge (In'gonggi = „VR-Flagge“) ist vermutlich eine Abkürzung des Begriffs „Flagge der Volksrepublik“ (Inmin konghwaguk kukki = 인민공화국기).

## Weitere Flaggen

Vertikales Hängen der Flagge

Zwischen dem Ende des Zweiten Weltkriegs und der Gründung der Demokratischen Volksrepublik Korea im Jahr 1948 gab es die Flagge des Provisorischen Volkskomitees. Die Volksarmee, die Streitkräfte und die Marine Nordkoreas haben jeweils eigene Flaggen, ebenso die Partei der Arbeit Koreas und der Oberbefehlshaber Kim Jong-un. 

Flagge der Volksrepublik Korea, einer provisorischen Regierung von 1945 bis 1946
Flagge des Provisorischen Volkskomitees (1946–1948)
Flagge der Volksarmee (Vorderseite)
Marineflagge (Vorderseite)
Flagge der Partei der Arbeit Koreas

## Sonstiges

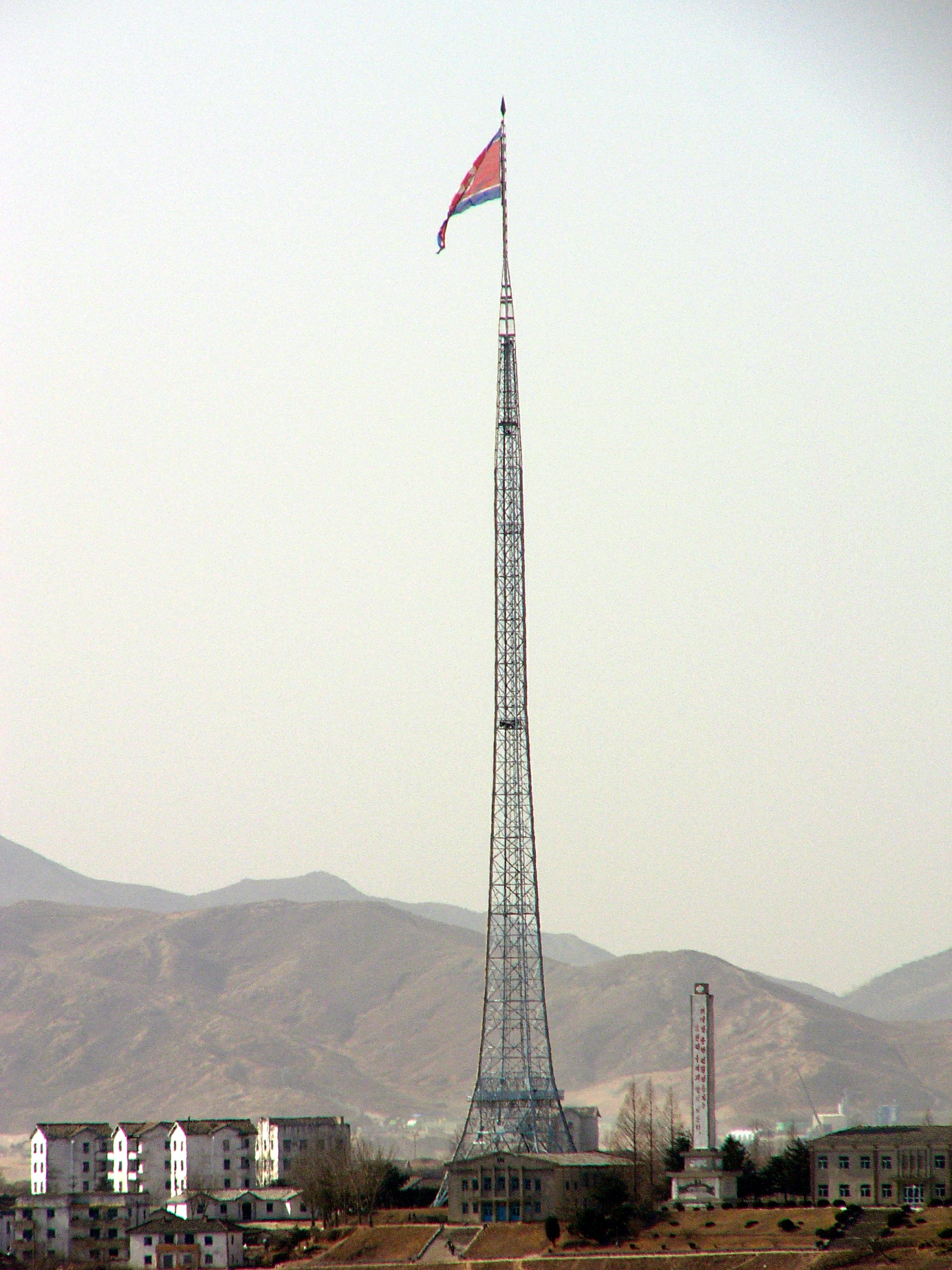
Fahnenmast mit nordkoreanischer Flagge im Friedensdorf

Eine 270 kg (nach anderer Quelle 136 kg) schwere Nationalflagge von Nordkorea weht vom derzeit mit 160 m siebenthöchsten Fahnenmast der Welt, in Kijŏng-dong auf der nordkoreanischen Seite der Demarkationslinie in der koreanischen demilitarisierten Zone.